# Kristine W
Kristine W (Kristine Weitz) (Pasco, Washington, 3 de junio de 1962) es una cantante estadounidense con tres álbumes a su nombre: Land of the Living (1996), Stronger (2000) y Fly again (2003). Un CD no oficial, Perfect Beat, apareció poco después del lanzamiento del álbum de Kristine Land of the Living en eBay y se vendió bastante antes de que fuera localizado y detenida su distribución. La grabación contiene demos de canciones que Kristine realizó durante el final de los años ochenta y ahora mismo sólo se vende a través de KristineW.com.
Kristine W ha logrado un total de diecisiete canciones número uno y ocupa el octavo lugar en Dance Club Songs, un listado de popularidad musical publicado semanalmente por la revista Billboard donde se dan a conocer las canciones más populares de las discotecas en los Estados Unidos.

## Discografía

### Álbumes
- Perfect Beat (1994, Plain Rap Records)
- Land of the Living (1996, RCA Records)
- Stronger (2000, RCA Records)
- Fly Again (2003, Tommy Boy Entertainment)
- The Power of Music (2009 Fly Again Music)
- Straight Up with a Twist – (2010 Fly Again Music)
- New & Number Ones (Club Mixes Part 1–2) (2012 Fly Again Music)
- Episode One: Love and Lies (2020, Fly Again Music)